# Cinéma thaïlandais
Cette page contient des caractères thaïs. En cas de problème, consultez Aide:Unicode ou testez votre navigateur.
L'histoire du cinéma thaïlandais commence avec les prémices du cinéma, quand la visite à Berne du Roi Chulalongkorn est immortalisée sur pellicule par Francois-Henri Lavancy-Clarke en 1897. Le film a ensuite été emporté à Bangkok, pour y être projeté, soulevant l'intérêt de la famille royale, mais aussi d'entrepreneurs locaux qui décident rapidement d'importer du matériel cinématographique,. Ce sont d'abord des projections de films étrangers, puis dès les années 1920, une industrie locale se développe.
Dans les années 1930, on peut parler d'un premier âge d'or du cinéma thaïlandais, avec l'existence d'un certain nombre de studios de production.
Après la Seconde Guerre mondiale, des centaines de films sont produits en 16 mm, principalement des films d'action. La forte concurrence des films hollywoodiens réduit considérablement la production locale dans les années 1980. Mais depuis les années 1990, on peut parler d'une "nouvelle vague" thaïlandaise, avec l'apparition de réalisateurs tels que Nonzee Nimibutr, Pen-ek Ratanaruang ou Apichatpong Weerasethakul, mondialement célébrés dans les festivals, ou de stars du cinéma d'action comme Tony Jaa.

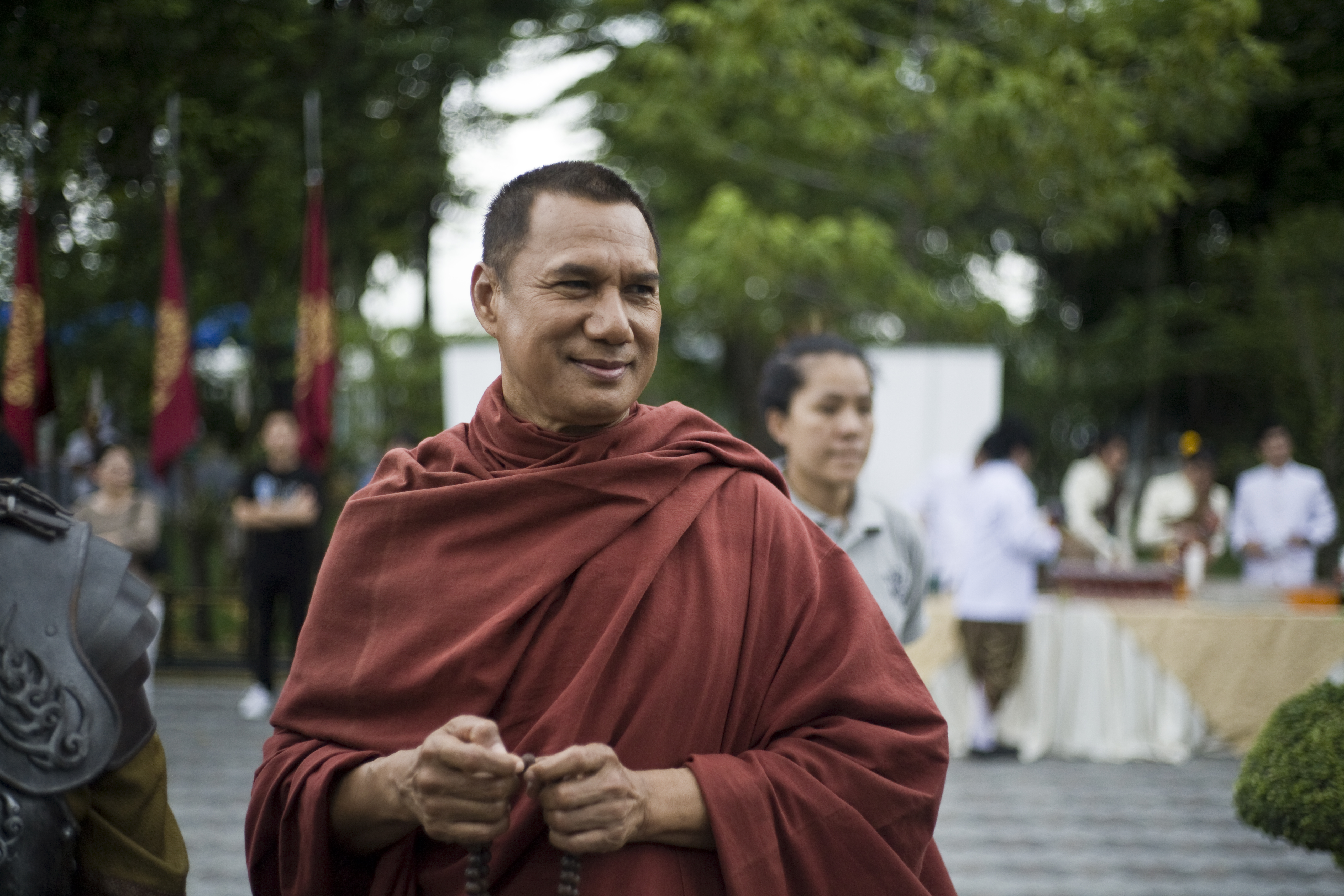
Sorapong Chatree joue un moine bouddhiste dans le film historique King Naresuan.

## Premiers films thaïlandais

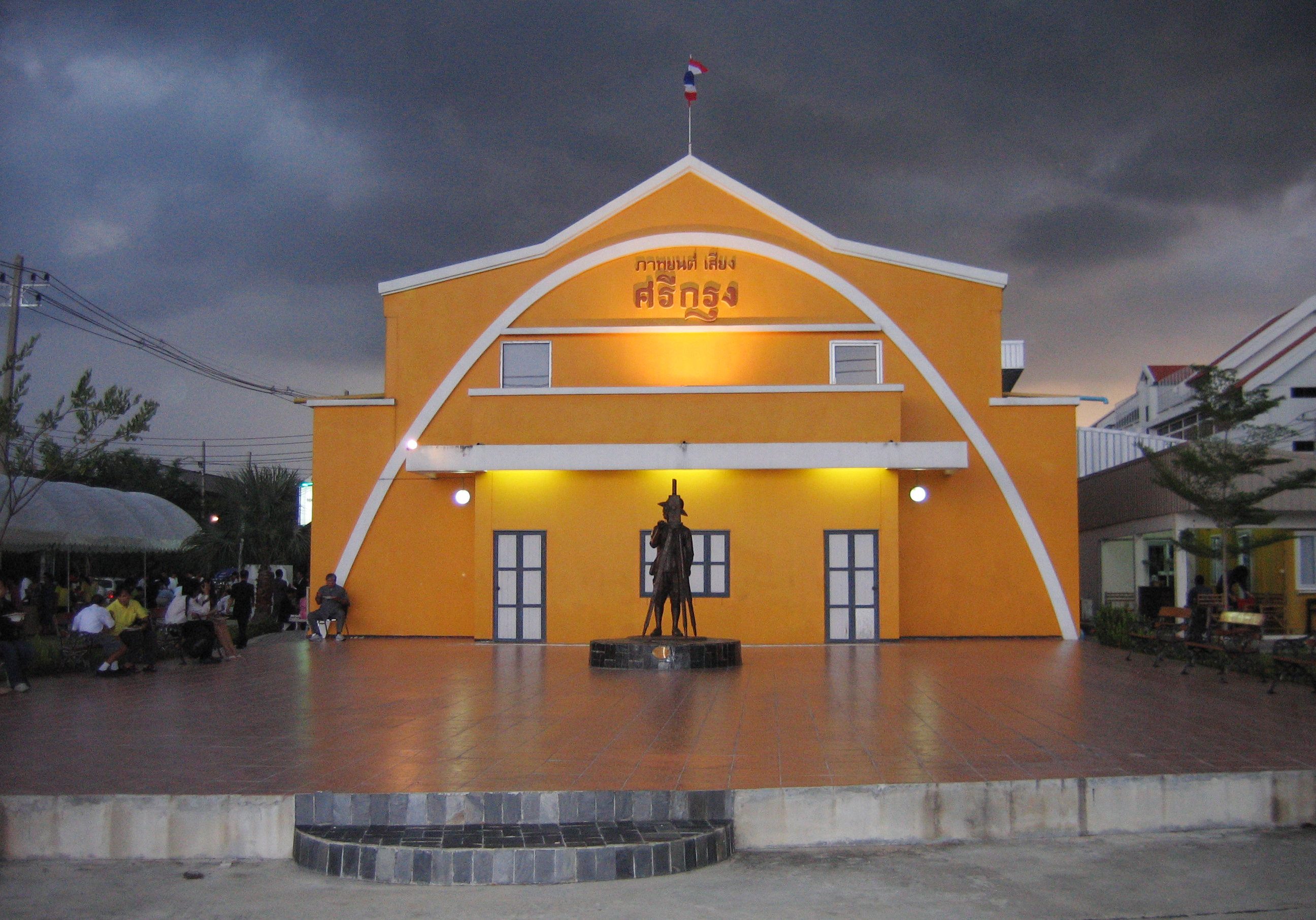
Les archives nationales du film de Thaïlande sont situées dans la province de Nakhon Pathom.

Quand les premiers films ont été projetés en Thaïlande, on les a appelés nang farang (farang : étranger), d'après le théâtre nang (théâtre de marionnettes traditionnel). « Aller au cinéma », dans le langage populaire se dit encore paï dou nang (aller regarder le nang).
Le premier film thaïlandais a été produit en 1922 par la Société Royale des Chemins de Fer thaïlandais. Intitulé Sam Poi Luang: Grande Célébration dans le Nord, le documentaire rencontre un grand succès. Son objectif est de vanter les charmes du voyage en train grâce à ce nouveau moyen de communication qu'est le cinéma.
1922 voit aussi une coproduction entre Hollywood et la Société Royale des Chemins de Fer thaïlandais : Nang Sao Suwan, ou Miss Suwanna de Siam, réalisé par Henry MacRae. La première a lieu le 22 juin 1923 à Bangkok au Phathanakorn Cinematograph. Malheureusement, le film est perdu.
Le premier film de fiction est Chok Sorng Chan (Doublement chanceux), produit par Wasuwat brothers' Bangkok Film Company en 1927 et réalisé par Manit Wasuwat (มานิต วสุวัต). La même année, une autre société de productions, Tai Phapphayon Thai Company, sort Mai Khit Loei (Inattendu).
17 films sont réalisés entre 1927 et 1932, mais seuls quelques fragments ont survécu : une minute trente-deux secondes de poursuite en voiture de Chok Sorng Chan (Double Chance) (1927) ou encore une séquence de boxe de quatre minutes de Khrai Di Khrai Dai (Seuls les braves / Nul autre que le brave) (1928).
Hollywood réalise également des films au Siam pendant cette période, comme le documentaire Chang, de Merian C. Cooper et Ernest B. Schoedsack, à propos d'un pauvre fermier qui essaye de survivre dans la jungle.
Robert Kerr, qui a travaillé comme assistant d'Henry MacRae sur Miss Suwanna retourne au Siam en 1928 pour y réaliser son propre film : La Rose blanche (The White Rose). Il est montré à Bangkok en septembre 1928.

## L'âge d'or
En 1928, les premiers films parlants sont importés, concurrençant sévèrement les films thaïs encore muets. Comme dans la tradition benshi au Japon, les cinémas employaient des animateurs qui introduisaient les films, ainsi que des orchestres traditionnels thaïlandais qui étaient pour une grande part dans le succès des films. Mais en quelques années, les films parlants prennent le dessus.
Le premier film parlant thaïlandais est Long Thang (Gone Astray), produit par les frères Wasuwat, lancé le 1er avril 1932. Considéré comme un film idéologique, en pleine période de réformes politiques, le film est un succès et mène à la création de Sri Krung Talkie Film Company à Bang Kapi.
La société produit 3 à 4 films par an, et sort en 1933 le premier film thaïlandais en couleurs : Grandpa Som's Treasure (Pu Som Fao Sap).
C'est cette période (jusqu'en 1942) qui est considérée comme l'âge d'or du cinéma thaïlandais.
À l'approche de la Seconde guerre mondiale, le pays vit sous le joug du dictateur Plaek Pibulsonggram, et les sociétés de production sont sommées de produire des films de propagande pour exalter le nationalisme.
L'opposition parvient néanmoins à faire passer ses idées au cinéma, lorsque l'homme politique Pridi Phanomyong produit King of the White Elephant, en 1940. Le film est tourné entièrement en anglais pour essayer de toucher le plus large public et dénoncer la dérive militariste du pays. Le film raconte l'histoire d'un roi du Siam qui ne se résout à partir en guerre qu'après avoir été attaqué.

## Doublage
L'avènement du parlant soulève un autre problème : comme les films sont souvent importés, il faut les traduire. Dans les premiers temps, c'est un acteur installé au fond du cinéma avec un micro qui fait la traduction simultanée des dialogues en Thaï.
Le premier comédien de doublage thaïlandais connu est Sin Sibunruang, ou "Tit Khiaw", qui travaillait pour Siam Film Company. 
Tit Khiaw et d'autres doubleurs comme Phen Panyaphon, Sane Komarachun (Samer Gomarachun) et Somphong Wongrakthai puis Monsieur Konjanard (Somsak Songwonsuk surnommé "Konchanat") à Khon Kaen en Isan, Rong Kaomoonkadee, Juree Osiri, Maratsi Itsarangkun Na Ayutthaya et son époux Mom Luang Ruchira "l'homme aux six voix" à Bangkok et Chaicharoen Duangphatra à Songkhla sont devenus eux-mêmes de véritables stars. Ils interprétaient tous les rôles, homme ou femme, aussi bien que les effets sonores : bruits de voitures, cris d'animaux ou coups de pistolet. Ils faisaient en direct lors de la projection la voix virile et posée du héros; la voix virginale et haut perchée de l'héroïne; les voix vulgaires et éraillées des personnages "négatifs"; les voix vénéneuses des stars érotiques; les voix chevrotantes des vieilles mâchant du bétel... et souvent ils ajoutaient des commentaires teintés d'humour contre les abus d'autorités des policiers et des militaires par exemple. 
Par ailleurs, certaines sociétés de production ont préféré longtemps continuer à produire des films en 16 mm muets (par souci d'économie) et laisser l'interprétation sonore à des comédiens de doublage. Ce qui attirait également le public lorsque le comédien était célèbre.
Cette pratique des comédiens de doublage en direct a continué jusqu'au début des années 1980 pour des projections en plein air ou dans des zones rurales. On peut voir des exemples de ce travail dans certains films contemporains comme Monrak Transistor (2000) ou Bangkok Loco (2004).

## Du16mmau35mm
Pour les mêmes raisons d'économie, l'industrie du cinéma thaïlandais a continué à utiliser majoritairement le 16 mm, plus facile à trouver et à utiliser, pendant de longues années. Les tournages en 16 mm, d'abord en noir et blanc, sont rapidement dès les années 1950 en couleur mais toujours sans bande son, puis en format anamorphique mais de médiocre qualité technique globale (parfois accompagnés d'un son extrêmement fruste). 
C'est Rattana Pestonji qui tourne le premier en 35 mm, en couleur avec une bande-son, et lance un mouvement pour améliorer les qualités artistiques et techniques des films thaïlandais. La plupart de ses films sont considérés aujourd'hui comme des chefs-d'œuvre : Santi-Vina (réalisé par Thavi/Thawee Na Bangchang. Pestonji étant directeur de la photographie sur le film) est le premier film thaïlandais à être sélectionné en compétition dans un festival étranger en 1954 (Southeast Asian Film Festival à Tokyo) et y remporte plusieurs prix ; Black Silk (1961) est le premier film thaïlandais en compétition au Festival de Berlin.
Bien qu'il ait réalisé peu de films, Rattana a œuvré sans relâche à l'élévation des standards et à la promotion internationale du cinéma thaïlandais. Il est mort en 1970, alors qu'il tentait de créer un Centre National du Cinéma.

## Les années 1970 et 80
À la suite de la mise en place d'une lourde taxe sur les films importés en 1977, la production de films explose à la fin des années 1970. En représailles, Hollywood décrète un boycott sur la Thaïlande. Pour la seule année 1978, la Thaïlande produit 150 films. Beaucoup d'entre eux sont de piètre qualité, des séries B baptisées par les critiques « nam nao » ou « eau croupie ».
Mais des films sociaux et engagés sont également produits ; on peut citer le Prince Chatrichalerm Yukol, membre de la famille royale éduqué aux États-Unis, qui réalise notamment Khao Chue Karn (Dr Karn), film qui s'attaque à la corruption au sein du service militaire et a manqué d'être censuré par le régime militaire de Thanom Kittikachorn. Chatrichalerm a également réalisé Hotel Angel (Thep Thida Rong Raem), un film qui évoque le destin d'une jeune femme piégée par la prostitution. Il a réalisé des dizaines de films à vocation sociale jusque dans les années 1990 (puis les super-productions historiques Suriyothai en 2001 et King Naresuan de 2007 à 2015).
Un autre cinéaste notable de cette époque est Vichit Kounavudhi, maître du film d'action, mais aussi de films engagés comme Première Épouse (First Wife), qui aborde le sujet des "mia noi" (seconde épouse). Vichit a aussi réalisé Her Name is Boonrawd (1985), sur la prostitution organisée autour d'une base militaire américaine pendant la guerre du Viêt Nam. Ses films les plus connus sont deux docu-fictions, Khon Phukao (Mountain People / Les Gens de la montagne), l'aventure d'un jeune couple de montagnards, et Look Isan (Son of the Northeast / Fils du Nord-Est), qui retrace la vie d'une famille d'agriculteurs à Isan dans les années 1930.
En 1985, Euthana Mukdasanit réalise Butterfly and Flowers, film qui traite de la dureté de la vie à la frontière sud. Le film a non seulement servi de révélateur des difficultés rurales dans la société thaïe, mais a également fait date en ce qu'il évoque une relation Bouddhiste-Musulman. Il a remporté le titre de Meilleur Film au Hawaii International Film Festival.

## La nouvelle vague thaïlandaise
Après 1981, Hollywood recommence à envoyer des films en Thaïlande. La télévision, pourtant encore rare en 1980 avec seulement 1 million de téléviseurs pour les 50 millions d'habitants du pays (nombre comparable à celui de la France en 1958), comme partout dans le monde, devient très vite une culture de masse. Ces circonstances provoquent une mise en sommeil de l'industrie cinématographique et une chute sévère du nombre de films produits (91 en 1992 ; 45 en 1994 ; une dizaine par an au milieu des années 1990 ; 9 en 2000) puis une remontée de la production cinématographique (22 en 2002 ; 48 en 2003 ; une petite centaine en 2004... et 54 en 2024).
En 1997, en pleine crise économique asiatique, trois réalisateurs de publicité, Nonzee Nimibutr, Pen-ek Ratanaruang et Wisit Sasanatieng partagent l'idée qu'il faut améliorer la qualité artistique des films pour attirer à la fois les investisseurs et le public.
Ils mettent en pratique leurs idées immédiatement, en réalisant Dang Bireley's and Young Gangsters (2499 Antapan Krong Muang) pour Nonzee et Fun Bar Karaoke pour Pen-Ek, deux films policiers, succès publics en Thaïlande et succès d'estime dans les festivals internationaux en 1997.
Nonzee réalise ensuite en 1999 un film de fantômes, Nang Nak, qui dépasse le succès du précédent en amassant 149.6 millions de bahts - le plus gros box-office jamais vu en son temps.
Wisit, qui a écrit les scénarios de Dang Bireley's and Young Gangsters et de Nang Nak, réalise Les Larmes du tigre noir, un western stylisé, hommage aux films d'action thaïlandais des années 1960 et 70. C'est le premier film thaïlandais à être présenté au Festival de Cannes.
On peut aussi évoquer les frères Oxyde et Danny Pang de Hong Kong, venus en Thaïlande pour y réaliser des films de genre tels que Bangkok Dangerous ou The Eye.

## L'avant-garde thaïlandaise
À la suite de cette nouvelle vague « commerciale », se développe une production de films indépendants, courts-métrages et films expérimentaux.
Le chef de file de ce mouvement est Apichatpong Weerasethakul, dont le film Blissfully Yours a remporté le prix Un Certain Regard au Festival de Cannes en 2002. Comprenant une scène sexuellement chargée entre un Birman et une Thaïlandaise, le film n'a été que très peu diffusé au cinéma en Thaïlande et le DVD n'a pu y être distribué qu'amputé de cette scène. Le film suivant d'Apichatpong, Tropical Malady, qui relate un amour homosexuel entre un soldat et un jeune homme de la campagne a remporté le prix du jury au Festival de Cannes mais n'a connu également qu'une distribution timide en Thaïlande.
Parmi les autres réalisateurs indépendants, on peut citer Pramote Sangsorn, Thunska Pansittivorakul et Sompot Chidgasornpongse.

## Censure
Le code de censure promulgué en 1930 s'applique encore aujourd'hui; et aucune sortie de film, VCD ou DVD ne peut se faire sans le visionnage préalable et l'accord du comité de censure.
Le premier comité de censure était mixte et ses membres issus de l'aristocratie, la police ou des corps d'état. L'autorisation était matérialisée par un tampon imprimé sur chaque bobine de film et sur tout le matériel promotionnel (affiches, photos).
La police a gardé la responsabilité des visionnages jusqu'en septembre 2005, date à laquelle cette fonction a été transférée au Ministère de la culture. Le système de tampon fonctionne encore aujourd'hui, et chaque VCD et DVD doit en porter la marque pour prouver qu'il a passé la censure.
Sont encore prohibées à la télévision les scènes de sexe, de nudité, la présence d'alcool, de cigarettes ou de pistolets. En vidéo, pour simplifier le problème, ces scènes sont fréquemment floutées. Certains films récents se sont même moqués de cette pratique, tels Jaew ou M.A.I.D  et Sars Wars.
Les DVD importés, eux, ne sont généralement pas altérés par la censure, même si le Ministère de la culture décourage fortement leur distribution.
Depuis que le Ministère est chargé de la censure, une quarantaine de films ont été interdits, même si la liste n'est pas rendue publique.

## Genres

### Action

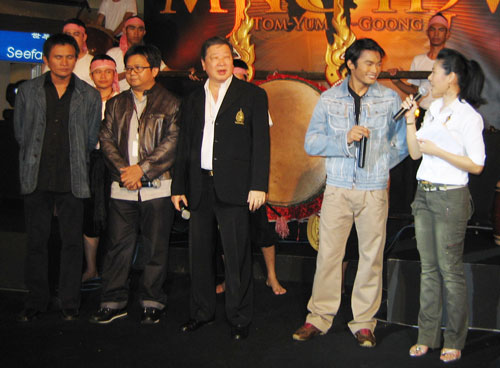
Avant-première de L'Honneur du dragon avec les réalisateurs Panna Rittikrai et Prachya Pinkaew, le producteur Somsak Techaratanaprasert et l'acteur Tony Jaa

Le film d'action est le genre roi en Thaïlande. Dans les années 1960 et 70, quand Mitr Chaibancha et Sombat Metanee trônaient au box-office, des centaines de films d'action ont été tournés.
Plus récemment, les films d'arts martiaux avec Tony Jaa, Ong-Bak et L'Honneur du dragon (Tom-Yum-Goong), ont fait accéder le cinéma d'action thaïlandais à une renommée internationale. Born to Fight (Kerd ma lui), chorégraphié par Panna Rittikrai, qui a œuvré pendant des années dans des films à petit budget directement produits pour la vidéo, est de la même veine.
La culture des cascadeurs de série B thaïlandais a été célébrée en 2005 dans le documentaire Crying Tigers, de Santi Taepanich.
La comédie d'action est également un genre très populaire, avec par exemple Killer Tattoo de Yuthlert Sippapak, en 2001, avec Petchtai Wongkamlao et Thep Po-Ngam dans le rôle de tueurs à gages maladroits.

### Animation
L'histoire du cinéma d'animation thaïlandais commence après la Seconde Guerre mondiale, quand le gouvernement commande à l'artiste Sanae Klaikluen des courts-métrages pédagogiques recommandant le port du chapeau et des bottes aux fermiers thaïlandais.
Le travail de Sanae influencera Payut Ngaokrachang, qui réalise Haed Mahasajan en 1955, un court-métrage dont le personnage principal est un policier qui fait la circulation. C'est Payut qui réalisera en 1979 le premier et seul long-métrage d'animation sur celluloïd : Les Aventures de Sudsakorn.
Mais le coût des films d'animation traditionnels étant trop élevé (à cause de la quantité de personnel nécessaire), l'industrie les délaisse. Plus récemment, avec le développement informatique, la Thaïlande essaye de devenir une plaque tournante pour l'animation en 3D. Aujourd'hui, de nombreuses séries télévisées, des publicités et des jeux vidéo y sont fabriqués.
En 2006, la Thaïlande a sorti son premier long-métrage d'animation en images de synthèse : Khan Kluay, qui raconte l'histoire de l'éléphant de guerre du Roi Naresuan. Il est réalisé par Kompin Kemgunerd, qui a notamment travaillé sur des films produits par Disney comme Atlantis ou Tarzan et Blue Sky Studios, comme L'Âge de glace. Même si le processus est entièrement informatisé, Kompin a dû faire face aux mêmes difficultés à trouver du personnel qualifié que Payut.

### Comédies
Quel que soit leur genre - action, horreur ou romance - la plupart des films thaïlandais intègrent des éléments de comédie.
Une comédie classique des années 1960 est Ngern Ngern Ngern (Money, Money, Money / Argent, argent, argent). Le comédien Lor Tork y interprète un prêteur sur gages dont le fils tombe amoureux de la fille de son débiteur.
En 2005, la comédie The Holy Man (Luang phii theng / L'Homme saint) avec Pongsak Pongsuwan dans le rôle d'un voyou qui se fait passer pour un moine bouddhiste a été l'un des plus gros succès au box-office thaïlandais.

### Films policiers
La plupart des films de Pen-ek Ratanaruang sont des films policiers, depuis son premier film Fun Bar Karaoke en 1997, jusqu'à Vagues invisibles en 2006.
Un autre film policier connu est Keunbab prompiram (Macabre Case of Prom Pirom / Le Cas macabre de Prom Pirom) de Manop Udomdej, qui a créé la controverse puisqu'il s'inspire de faits réels : le viol d'une jeune femme dans un village à la campagne en 1977. Le film a été sélectionné dans de nombreux festivals internationaux, tels que le New York Asian Film Festival.
S'inspirant également de faits réels, Zee-Oui (2004) retrace les aventures d'un serial-killer cannibale à Bangkok en 1946.

### Films et homosexualité
Les katoey (Le terme katoey désigne un personnage transgenre ou travesti, on peut retrouver des traces de ce terme dès le XVIIIe siècle) et les homosexuels sont souvent cantonnés à des personnages comiques ou de méchants dans la plupart des films. Cependant, quelques films en ont fait des héros à part entière.
L'une des premières traces d'un katoey dans le cinéma thaïlandais date de 1954 et se trouve dans It's All Because of a Katoey, d'un réalisateur anonyme. Ce court-métrage raconte l'histoire d'une femme se faisant draguer par différents hommes. Le dernier plan nous révèle alors que la femme était en fait un katoey.
L'un des premiers est Satreelex, the Iron Ladies, de Youngyooth Thongkonthun en 2000. Le film est inspiré de l'histoire vraie d'une équipe de volley-ball constituée d'homosexuels, travestis et transsexuels qui remporta le championnat national en 1996. il a connu un grand succès en Thaïlande est une certaine reconnaissance à l'international. À tel point qu'une suite a été réalisée en 2003 : Satree Lek 2.
En 2002, Saving Private Tootsie, raconte l'histoire de kathoey perdus dans la jungle après un accident d'avion. Un bataillon de l'armée thaïe, dirigé par un sergent homophobe (Sorapong Chatree) est chargé de les sauver.
La vie du champion de Muay Thai transsexuel, Parinya Kiatbusaba (ou Nong Tum), a fait l'objet d'une adaptation au cinéma en 2003 : Beautiful Boxer, de Ekachai Uekrongtham. Contrairement à Satreelex, the Iron Ladies, le film aborde le sujet d'une manière sérieuse.
En 2003 toujours, le film Tropical Malady, d'Apichatpong Weerasethakul raconte l'histoire d'amour entre un soldat thaïlandais et un jeune homme de la campagne. Le film s'inspire d'une légende traditionnelle où l'esprit d'un tigre Chaman, poursuit un soldat dans la jungle. Le film a remporté le Prix du Jury au Festival de Cannes.
Apichatpong a également coréalisé The Adventure of Iron Pussy, avec l'artiste Michael Shaowanasai, un film numérique à petit budget dont le héros est un travesti agent secret. Le film est une comédie musicale, hommage et parodie des films des années 1960, dont le héros est fortement inspiré des rôles de Petchara Chaowarat.
En 2005, le film Rainbow Boys, consacré à une relation homosexuelle contemporaine, n'a été que peu distribué. Enfin, en 2006 The Last Song, remake d'un film de 1985, raconte la vie d'un transsexuel danseur de cabaret qui lutte pour trouver l'amour et la reconnaissance.
En 2007, le film Bangkok Love Story de Poj Arnon raconte l'histoire d'amour entre Mehk, un tueur à gage, et Eit, sa cible.
En 2015, le film pornographique parodique Jurassic Porn fait parler de lui dans la presse internationale.

### Films historiques
Le film historique est aussi un incontournable du cinéma thaïlandais : l'une des plus grosses productions est Suriyothai de Chatrichalerm Yukol en 2003. On peut citer également King Naresuan (2006), qui évoque le règne de Naresuan au XVIe siècle.
Tanit Jitnukul a réalisé plusieurs films historiques, tels Bang Rajan, Sema: Warrior of Ayutthaya ou Kun Pan: Legend of the Warlord.
Concernant l'histoire plus contemporaine, The Overture raconte la vie d'un musicien de palace des années 1800 à 1940, et The Tin Mine, évoque la vie dans une mine en Thaïlande du sud dans les années 1950.

### Films d'horreur
En 1999, Nang Nak de Nonzee Nimibutr, une histoire de fantômes usée jusqu'à la corde, déjà racontée dans maints et maints films thaïlandais, a relancé une vague de films d'horreur et de suspense. Ce film a été suivi par The Eye, des frères Pang, la compilation pan-asiatique de Nonzee Trois histoires de l'au-delà (Three), Bangkok Haunted, réalisé par Pisuth Praesaeng-Iam et Oxide Pang et l'énorme succès au box-office en 2004 de Banjong Pisanthanakun et Parkpoom Wongpoom, Shutter.
Comme slasher movies, on peut citer Art of the Devil et sa suite en 2005, ou bien Scared et Narok (Hell / Enfer), également sortis en 2005.
Les films d'horreur ont généré comme ailleurs leur pendant comique comme les films de Yuthlert Sippapak, Buppah Rahtree (sélectionné au Toronto International Film Festival) et sa suite, ou Krasue Valentine, ou encore Headless Hero. Il existe également un film de zombies, Sars Wars, sorti en 2004.

### Comédies musicales
Le plus gros succès du genre reste Mon Rak Lookthung (Magical Love in the Countryside), avec Mitr Chaibancha et Petchara Chaowarat qui a monopolisé les salles de cinéma pendant 6 mois en 1970.
Il s'est ensuivi une vague de comédies musicales luk thung, célébrant les beautés de la vie rurale à Isan. Un autre exemple est Ai Tui (Mr. Tui), de Dokdin Kanyamarn en 1971, avec Sombat Metanee et Petchara.
En 2001, deux films ont à nouveau remis le luk thung à l'honneur : Monpleng Luk Thung FM (Hoedown Showdown) et Monrak Transistor de Pen-ek Ratanaruang, qui rendait hommage à la musique de Suraphol Sombatcharoen. En 2005, Petchtai Wongkamlao a écrit, réalisé et interprété Yam Yasothon, un hommage aux comédies musicales des années 1970, gros succès au box-office thaïlandais.

### Comédies sentimentales
Les comédies sentimentales à tendance lacrimale sont souvent de grands succès d'audience. Historiquement, Plae Chow (The Old Scar / La Vieille Cicatrice) de Cherd Songsri en 1970, reste le grand classique de l'amour maudit et a été l'un des premiers films thaïlandais à connaître un succès international.
Plus récemment, les cinémas ont dû distribuer des mouchoirs en papier aux projections de The Letter: Jod Mai Rak.
En 2003, Fan Chan, film collectif de 6 réalisateurs (Songyos Sugmakanan, Nithiwat Tharathorn, Vitcha Gojew, Witthaya Thongyooyong, Anusorn Trisirikasen et Komgrit Triwimol), s'est attaqué aux amours adolescentes. L'un des six, Komgrit Treewimol, a poursuivi dans cette veine avec Dear Dakanda, l'un des succès de 2005.
En 2024, Lahn Mah (Comment devenir riche (grâce à sa grand-mère)), premier film de Pat Boonnitipat (en) avec Putthipong Assaratanakul, connaît un très bon accueil critique et un succès commercial spectaculaire et se voit séléctionné par la Thaîlande pour briguer l'Oscar du meilleur film international.

### Teen movies
Les "films pour adolescents" sont devenus un genre à part entière dès les années 1970, avec Wai Ounlawon de Piak Poster, qui raconte l'amour d'un jeune homme pour une adolescente, évidemment contrecarré par le père intraitable de la jeune fille. 30 ans plus tard, les deux acteurs ont repris leur rôle (ils sont devenus parents) dans une suite réalisée en 2005 : Wai Ounlawon 4 (Oops… There's Dad / Oups, voilà Papa).
La bande-son joue un rôle important dans ces films, à la fois dans la réalisation où elle tient une part importante, et dans le marketing des films puisque les bandes originales sont également devenues des best-sellers.

### Courts-métrages
Au sein du mouvement indépendant, de nombreux courts-métrages sont produits, et présentés dans les festivals, tels que le Thai Short Film and Video Festival de la Thai Film Foundation, ou le Fat Film Festival de Fat Radio. On peut les voir également au Bangkok International Film Festival et au World Film Festival of Bangkok.

## Festivals et récompenses

### Festivals
- Bangkok Film Festival (entre 1998 et 2002)
- Bangkok International Film Festival (depuis 2003, remise des Golden Kinaree)
- World Film Festival of Bangkok (depuis 2003 également)

### Récompenses
- Thailand National Film Awards - Organisé par la Federation of National Film Associations of Thailand, remise des Subhanahongsa Awards.
- Bangkok Critics Assembly - Prix de la critique, remis par un jury d'une vingtaine de membres.

## Personnalités du cinéma thaïlandais

### Acteurs
- Mitr Chaibancha – star des années 1960 et 70, il est mort en réalisant une cascade
- Sombat Metanee – star des années 1960 et 70
- Tony Jaa – star contemporaine des films d'action, renommé pour faire ses propres cascades, dans Ong-Bak ou Tom-Yum-Goong
- Sorapong Chatree - acteur contemporain, a joué notamment dans Beautiful Boxer et King Naresuan

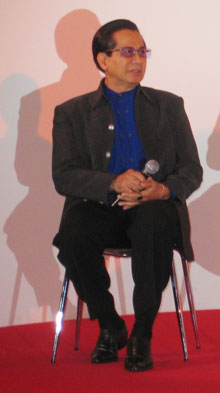
Sombat Metanee
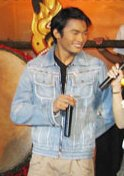
Tony Jaa
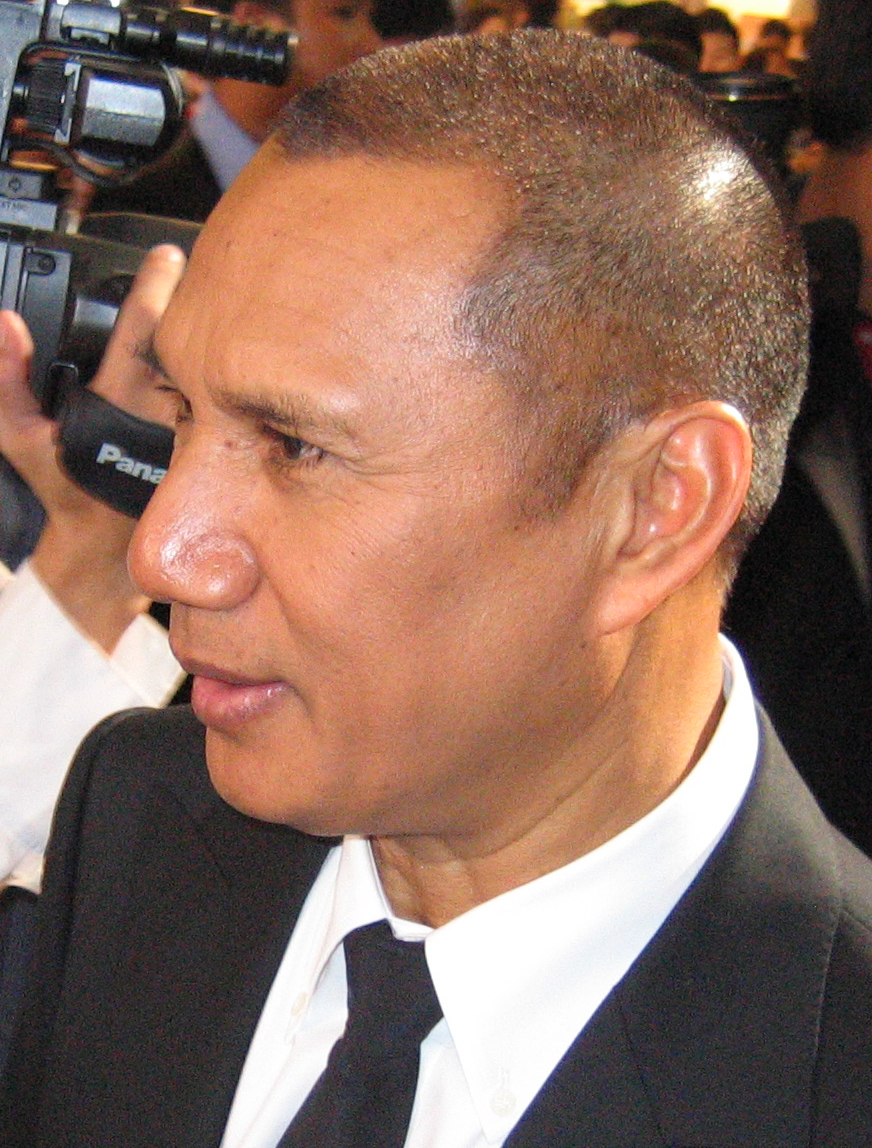
Sorapong Chatree

### Actrices
- Petchara Chaowarat – star des années 1960 et 1970
- Aranya Namwong - star des années 1970
- Naowarat Yuktanan - star des années 1980
- Bongkoj Khongmalai, actrice contemporaine (L'Honneur du dragon)

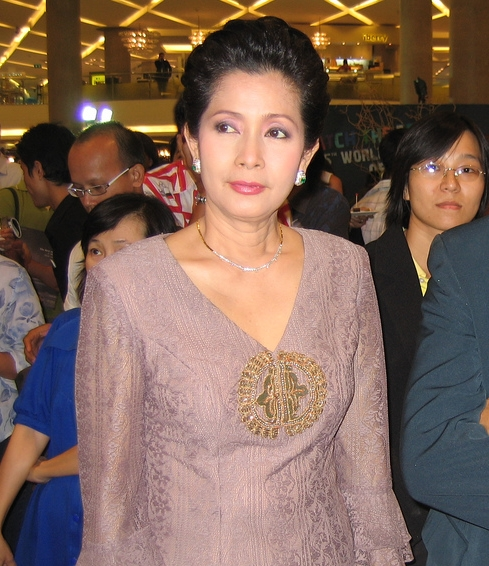
Aranya Namwong
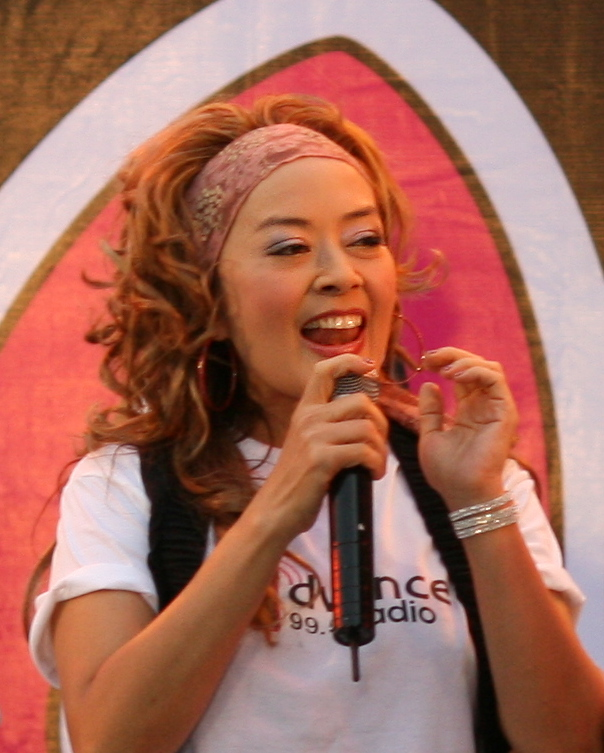
Naowarat Yuktanan
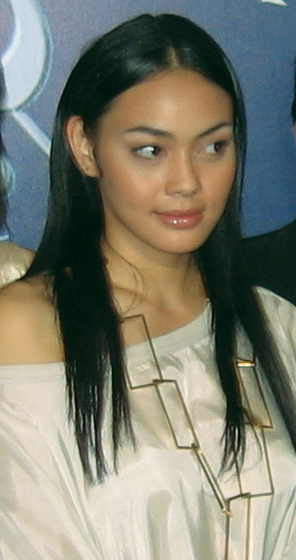
Bongkoj Khongmalai

### Réalisateurs
- Apichatpong Weerasethakul – réalisateur de la nouvelle vague, reconnu par la critique internationale, lauréat au Festival de Cannes en 2002, 2004 et 2010 (Palme d'or)
- Chatrichalerm Yukol – réalisateur légendaire de Suriyothai ainsi que de films engagés depuis les années 1970.
- Cherd Songsri – l'un des premiers réalisateurs thaïlandais à viser une reconnaissance internationale
- Nonzee Nimibutr – l'un des moteurs de la nouvelle vague des années 1990
- Pen-ek Ratanaruang – membre également de la nouvelle vague, qui connaît un certain succès dans les festivals internationaux
- Prachya Pinkaew – propulsé par le succès international de son film d'action Ong-Bak
- Rattana Pestonji – le pionnier
- Wisit Sasanatieng – autre membre de la nouvelle vague

### Producteurs
- Adirek Wattaleela – Souvent simplement crédité comme "Uncle (Oncle)", il a dirigé la société de production Film Bangkok, et est à l'origine de succès tels que Bangkok Dangerous ou Les Larmes du tigre noir. Il est aussi réalisateur, scénariste et acteur de comédie.
- Duangkamol Limcharoen – Elle a travaillé avec Nonzee Nimibutr et Pen-ek Ratanaruang, a fondé la société de production Cinemasia et a beaucoup œuvré pour l'idée de coproduction pan-asiatique. Elle est morte en 2003.
- Somsak Techaratanaprasert – Directeur de Sahamongkol Film International, il est à l'origine de nombreux succès, comme Ong-Bak.

### Scénaristes
- Prabda Yoon – a travaillé avec Pen-ek Ratanaruang sur Last Life in the Universe et Vagues invisibles.

## Quelques films thaïlandais notables

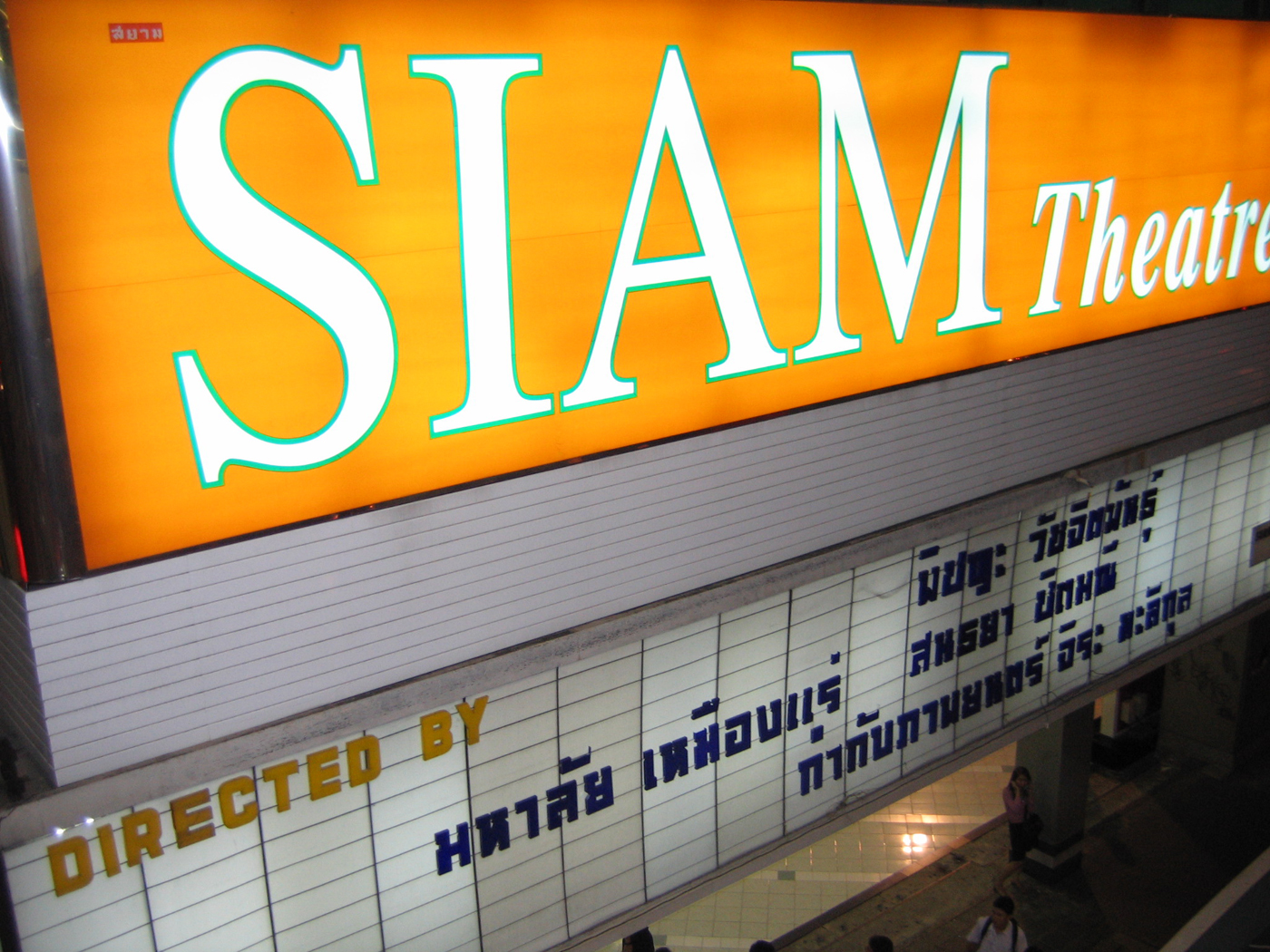
Le Siam, sur Siam Square avec à l'affiche The Tin Mine de Jira Maligool en mai 2005. The Tin Mine est le premier film thaïlandais à avoir été en lice pour l'Oscar du meilleur film étranger.

- 1923 - Miss Suwanna de Siam, même si c'est une coproduction avec Hollywood, reste considéré comme le premier film thaïlandais
- 1927 - Chok Sorng Chan (Doublement chanceux), le premier film de fiction de production entièrement thaïlandaise
- 1940 - King of the White Elephant, un film épique à message pacifiste, produit par Pridi Phanomyong.
- 1954 - Santi-Vina, de Rattana Pestonji, premier film thaï à entrer en compétition dans un festival international (1954 Southeast Asian Film Festival à Tokyo).
- 1961 - Black Silk, de Rattana Pestonji, premier film thaï en compétition au Festival de Berlin.
- 1970 - Mon Rak Lookthung, avec Mitr Chaibancha et Petchara Chaowarat, un film musical (luk thung) qui est resté six mois en salles
- 1973 - Khao Chue Karn (Dr Karn), de Chatrichalerm Yukol, film qui a failli être censuré parce qu'il évoque la corruption au sein du service militaire
- 1977 - Plae Chow (La vieille cicatrice), de Cherd Songsri, plus gros succès au box-office à ce jour; lauréat au Festival des trois continents à Nantes
- 1977 : Taxi Driver (ทองพูน โคกโพ ราษฎรเต็มขั้น / Citizen I / Citoyen à part entière), de Chatrichalerm Yukol, premier film à oser montrer les bidons villes de Bangkok
- 1979 - Les Aventures de Sud Sakorn, de Payut Ngaokrachang, premier long-métrage d'animation thaï.
- 1985 - Butterfly and Flowers, de Euthana Mukdasanit, une évocation de la pauvreté à la frontière sud.
- 1999 - Nang Nak, de Nonzee Nimibutr, avec Intira Jaroenpura, une des plus célèbres légendes thaïes, très souvent adaptée au cinéma.
- 2000 - Les Larmes du tigre noir (Fah Talai Jone), de Wisit Sasanatieng, premier film thaï sélectionné au Festival de Cannes
- 2001 - Suriyothai, de Chatrichalerm Yukol, film épique, plus grosse production thaïlandaise de son temps
- 2001 - Monrak Transistor, de Pen-ek Ratanaruang, troisième long métrage du cinéaste, primé à Vienne et Seattle et premier à sortir en France
- 2002 - Blissfully Yours, d'Apichatpong Weerasethakul, gagne le prix Un Certain Regard au Festival de Cannes.
- 2003 - Ong-bak de Prachya Pinkaew, avec Tony Jaa, reçoit le prix du meilleur film d'action asiatique au Festival du film asiatique de Deauville 2004 et réalise une carrière commerciale internationale.
- 2004 - Tropical Malady, d'Apichatpong Weerasethakul, gagne le Prix du Jury au Festival de Cannes.
- 2006 - Citizen Dog de Wisit Sasanatieng, Prix de la critique au Festival du film asiatique de Deauville
- 2007 - Syndromes and a Century d'Apichatpong Weerasethakul, gagne le Lotus du meilleur film au Festival du film asiatique de Deauville
- 2007 - King Naresuan, le souverain du Siam, de Chatrichalerm Yukol, film épique, le 2e d'une série de 6 (le dernier sort en 2015), plus grosse production thaïlandaise de tous les temps.
- 2010 - Oncle Boonmee, celui qui se souvient de ses vies antérieures d'Apichatpong Weerasethakul obtient la Palme d'or du Festival de Cannes
- 2011 - Headshot, de Pen-ek Ratanaruang, thriller existentiel d'après un roman de Win Lyovarin
- 2013 - Pee Mak, de Banjong Pisanthanakun, comédie horrifique romantique, immense succès de 2013
- 2021 - Memoria, d'Apichatpong Weerasethakul, gagne le Prix du Jury au Festival de Cannes.
- 2024 - Comment devenir riche (grâce à sa grand-mère) (Lahn Mah)[18], de Pat Boonnitipat (en) avec Putthipong Assaratanakul, succès considérable séléctionné par la Thaîlande pour l'Oscar du meilleur film international[16].

Voir aussi la catégorie Film thaïlandais